# Вулиця Молодіжна (Калуш)
Вулиця Молодіжна — вулиця житлового району Новий Калуш міста Калуша.